# Upplands runinskrifter 138
Upplands runinskrifter 138 är ett försvunnet vikingatida runstensfragment som funnits i Broby, Täby socken och Täby kommun. Inga uppgifter om fragmentet finns efter Richard Dybecks inspektion av stenen i slutet av 1800-talet.

## Inskriften
Translitterering av runraden:
[... ...sa · stain · ift... ... ...k · ika · iftiʀ ...]
Normalisering till runsvenska:
... [ræi]sa stæin æft[iʀ] ... [o]k Inga æftiʀ ...
Översättning till nusvenska:
... resa stenen efter ... och Inga efter ...